# Ouigo
Ouigo is het lagekostenmerk voor treindiensten van de Franse spoorwegmaatschappij SNCF in Frankrijk, België en Spanje. Tussen Parijs en Brussel rijdt vanaf 19 december 2024 een internationale Ouigo in samenwerking met de Belgische NMBS. De Franse Ouigo-treinen zijn volledige treinen die als lagekostentrein rijden. Oorspronkelijk ging het enkel over hogesnelheidstreinen, maar sinds 2022 exploiteert de SNCF ook klassieke treindiensten onder de naam Ouigo Train Classique.
SNCF probeert hiermee enerzijds de concurrentie aan te gaan met lagekostenluchtvaartmaatschappijen zoals Ryanair en easyJet, langeafstandsbusvervoer zoals FlixBus en BlaBlaCar Bus, en anderzijds zich voor te bereiden op concurrentie op het spoornet.

## Geschiedenis
De treindienst werd op 19 februari 2013 gepresenteerd aan het grote publiek en startte op 1 april 2013. Op 13 december 2015 werd het netwerk uitgebreid. Ook Tourcoing (nabij Lille), Rennes en Nantes werden op het net aangesloten.
In 2022 startte de SNCF met treindiensten op klassiek spoor (geen hogesnelheidslijn) onder de naam Ouigo Train Classique, toen enkel in Frankrijk.
Op 19 december 2024 start een klassieke Ouigo-treindienst tussen Parijs en Brussel, in samenwerking met de Belgische NMBS. Daarmee rijdt voor het eerst een internationale trein onder het merk Ouigo.

## Beschrijving
De Franse Ouigo kent geen onderverdeling in eerste of tweede klas, en rijdt deels op dezelfde lijnen als het (duurdere) zustermerk TGV inOui.

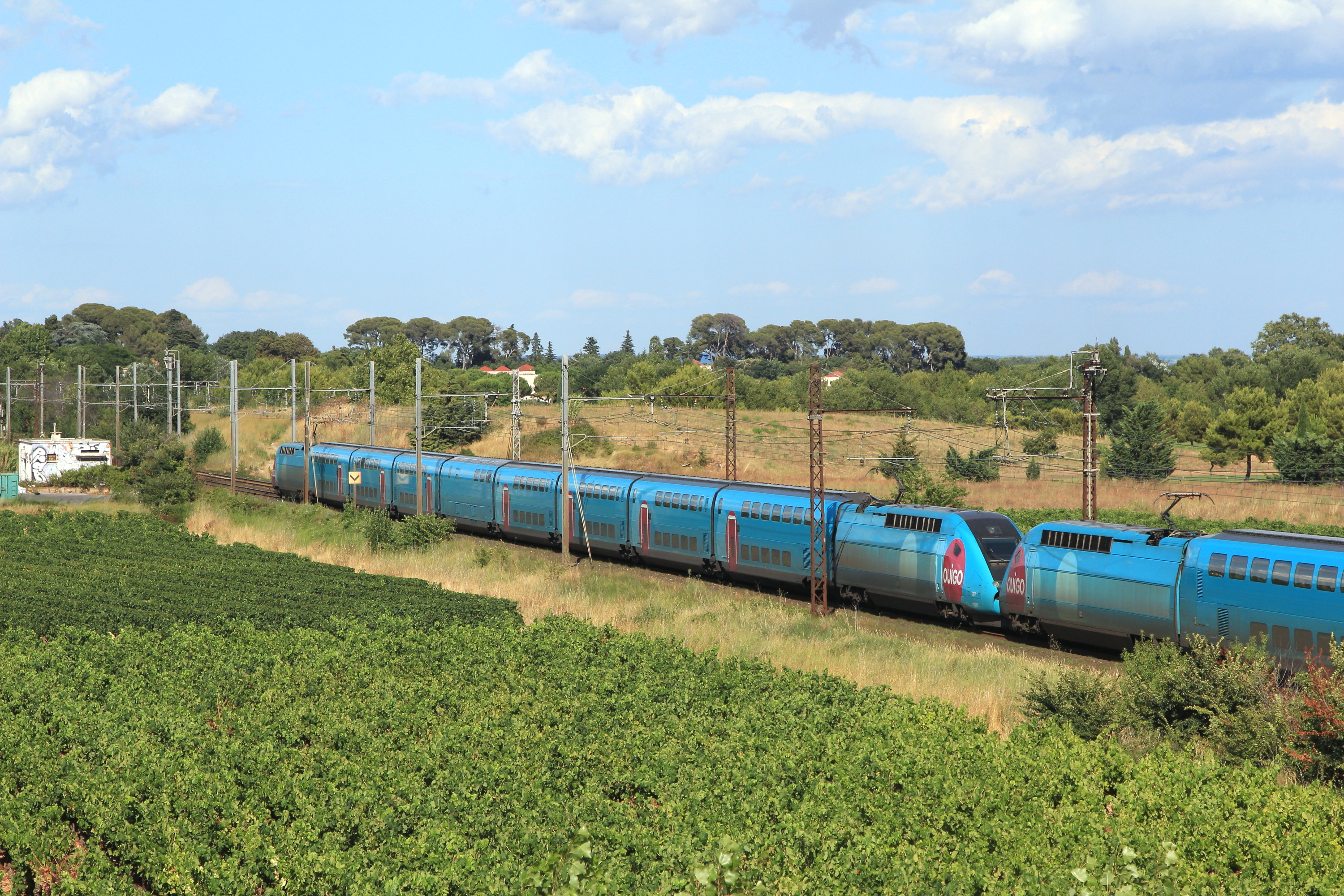
Een Ouigo onderweg.

Het concept van Ouigo is niet eerder gebruikt op het spoor, het concept is erop gericht kosten te drukken. De treinen hebben meer zitplaatsen dan een reguliere TGV, er is enkel een tweede klasse en het barrijtuig is gevuld met zitplaatsen. De treinen starten te Marne-la-Vallée, opdat ze snel de hogesnelheidslijn op gaan. Ook in Lyon (alleen doorgaande treinen), Valence, Avignon en Aix-en-Provence wordt langs de hogesnelheidslijn gestopt. 
De reiniging vindt plaats tijdens de rit, zodat de trein niet lang stil hoeft te staan op de eindpunten. In totaal worden de Ouigo-treinen 12 à 13 uur per dag gebruikt, tegen 8 uur voor gewone TGV's.

## Tarieven en voorwaarden
Net zoals bij lagekostenluchtvaartmaatschappijen moet er bijbetaald worden voor extra service, zoals voor stopcontacten, Wi-Fi (niet mogelijk op de trein naar België) of extra bagage. Er zijn in vergelijking met andere treindiensten strenge limieten op de gratis hoeveelheid bagage.
Zoals op alle Franse treinen dient bagage gelabeld te zijn met naam en telefoonnummer van de reiziger.
Een plaatsreservering is verplicht, ook voor Ouigo Train Classique, dit in tegenstelling tot de meeste andere klassieke treinen in Frankrijk en België. Dit houdt in dat geen flexibel (duurder) tarief beschikbaar is. Omruilen van tickets kan enkel met kosten. De reis inkorten via een later vertrekstation mag niet.
Ondanks de (verplichte) plaatsreservering, is er geen mogelijkheid om zelf zitplaatsen te selecteren. Het Ouigo-ticketsysteem wijst zitplaatsen toe.
Reizigers moeten uiterlijk 5 minuten van tevoren inchecken op hun vertrekstation, zodat voor vertrek onder andere de tickets en de hoeveelheid bagage gecontroleerd kunnen worden.
Er is enkel een garantie bij een gemiste overstap tussen twee Ouigo-treinen onderling; er zijn geen doorgaande tickets verkrijgbaar met een overstap van Ouigo op een ander type trein. Een gemiste overstap naar een Ouigo-trein is niet beschermd door de HOTNAT-garantie van Railteam, in tegenstelling tot de reguliere TGV-treinen van de SNCF.
De ticketprijs is meestal lager dan bij reguliere TGV inOui-treinen. Ouigo biedt geen kortings- of combinatietarieven zoals de Carte Avantage, Interrail, senioren- of jongerentarief (behalve kinderen).

### Ticketintegratie
Ouigo-tickets kunnen enkel bij SNCF en OUIGO gekocht worden (enkel online), met uitzondering bij de NMBS voor de treinen naar België.  De tickets voor andere treinen van de SNCF kunnen wel bijvoorbeeld bij NMBS, NS en Deutsche Bahn gekocht worden.

## Diensten
Om de kosten te beperken bedient Ouigo enkel verbindingen waar geen kop gemaakt moet worden en enkel geëlektrificeerde lijnen.

### Hogesnelheidstreinen Frankrijk
Er worden in Frankrijk hogesnelheiddiensten aangeboden tussen Marne-la-Vallée-Chessy (nabij Parijs), met Lyon-Saint-Exupéry TGV, Marseille Saint-Charles, Montpellier Saint-Roch, Rennes, Nantes en Tourcoing of Lille Flandres. Het Ouigo-netwerk bedient daarnaast een groot aantal middelgrote steden door heel Frankrijk.

### Ouigo Train Classique
Ouigo Train Classique (OTC) is de merknaam voor de klassieke treinen (dat zijn treindiensten op klassiek spoor, dus zonder hogesnelheidslijn) die de SNCF op eigen initiatief rijdt, dus niet in een concessie van een overheid (zoals de Intercités of de TER wel zijn).

#### Binnen Frankrijk
Op 11 april 2022 startte de SNCF met nieuwe klassieke treindiensten onder de naam Ouigo Train Classique, als opvolger van de anderhalf jaar eerder stopgezette Intercités 100 % Éco, Het ging om de verbindingen Parijs - Dijon - Lyon en Paris - Nantes via Chartres of Les Aubrais. De tickets kostten tussen 10 en 49 euro.
Op 15 december 2024 stopte de SNCF met de Ouigo Train Classique Parijs - Lyon, die ten gevolge van werken in 2024-2025 al eerder uitgedund was tot enkel weekendritten. Tegelijk werd een tweede dagelijkse Ouigo Train Classique Parijs - Rennes ingevoerd.

#### Parijs - Brussel
Vanaf 19 december 2024 rijdt tussen Parijs en Brussel de eerste internationale Ouigo met drie treinparen per dag. Het gaat om een klassieke trein in samenwerking met de Belgische NMBS, als opvolger van de tijdelijke EuroCity Brussel - Parijs die tijdens de Olympische en Paralympische Spelen 2024 reed. Deze Ouigo heeft stops in Bergen, Aulnoye-Aymeries en Creil. Ze stopt niet in de grootste Franse steden onderweg, Saint-Quentin of Compiègne. Er zijn drie treinstammen gereserveerd voor deze verbinding (waarvan één reserve), met telkens 8 I11-rijtuigen. De rijtuigen zijn grotendeels bestickerd in de roze Ouigo-kleuren, waaronder een stuurrijtuig Bx dat als gewoon rijtuig meerijdt voor rolstoelvervoer en personeelsruimte. De rijtuigen worden getrokken door een HLE 18.

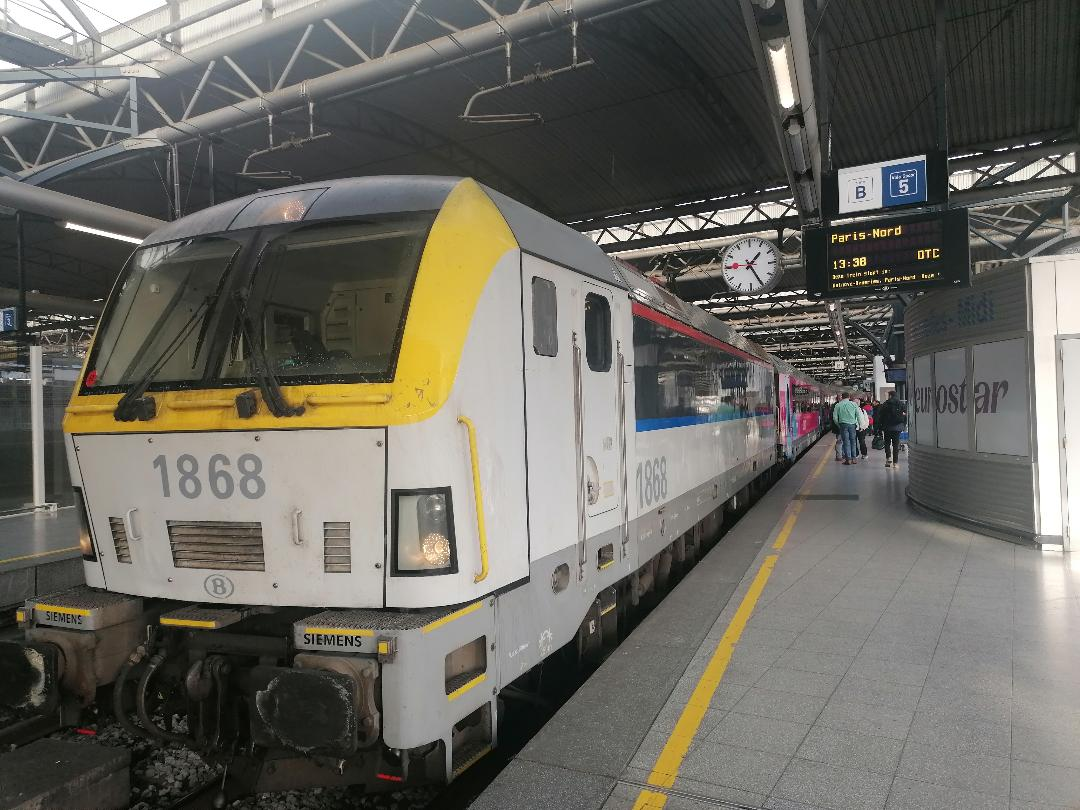
Ouigo in Brussel, naar Parijs

### Spanje
Sinds 2020 biedt de Spaanse tak van Ouigo een dienst aan tussen Barcelona-Sants en Madrid-Atocha, met tussenstops in Camp de Tarragona en Zaragoza.
De treindienst Madrid - Valencia startte in oktober 2022 met vijf dagelijkse heen- en terugritten.
Lijnen naar Alicante, Cordoba, Sevilla en Malaga zijn voorzien voor 2023

## Materieel
Voor de Franse hogesnelheidsdienst Ouigo Grande Vitesse wordt gebruikgemaakt van speciaal omgebouwde TGV Duplex-treinstellen. De treinen hebben alleen 2e klas-zitplaatsen, en hebben geen barafdeling. Hierdoor heeft de trein 20% meer zitplaatsen dan een regulier Duplex-treinstel.
Tegen 2025 verwacht men 50 treinstellen in te zetten. 
In Spanje maakt men gebruik van 14 aangepaste Euroduplex-stellen. Deze zijn specifiek voor de Spaanse markt aangepast en hebben wel een eersteklasafdeling.

### Fietsplaatsen
In de Franse binnenlandse Ouigo Train Classique zijn er acht fietsplaatsen.
In de klassieke Ouigo naar België (met i11-rijtuigen van de NMBS) worden 12 fietsplaatsen per trein voorzien door het aanpassen van de rijtuigen. Ze zullen daarna, eind 2025 beschikbaar worden.
Vanaf 2025 worden gerenoveerde Ouigo's voorzien van 10 fietsplaatsen.

## Kritiek
Expert in Europees treinverkeer Jon Worth heeft kritiek op de Franse Ouigo-hogesnelheidstreinen omdat daar de slechtste kanten van luchtvaartverbindingen (strenge bagagelimiet, verplichte incheck vooraf) samengaan met het ontbreken aan uitwisselbaarheid met de reguliere TGV inOui-treinen bij treinproblemen. Doordat de SNCF haar hogesnelheidstreinen in twee strikt gescheiden treinsoorten heeft gesplitst in plaats van prijsklassen op dezelfde trein, zijn er grote gaten gevallen in de dagelijkse dienstregeling op de lijnen en is het voor de reiziger moeilijker een geschikte treinverbinding te vinden.